# 36-os busz (Székesfehérvár)
A székesfehérvári 36-os jelzésű autóbusz a Vasútállomás és a Hernád utca között közlekedik. A viszonylatot a Volánbusz üzemelteti.

## Története
A válság nyomán bevezetett járatritkítást követően, a 2017. május 1-jén bevezetett menetrendi módosításnak köszönhetően szabadnapokon délelőtt óránkénti indulás helyett ismét félóránként közlekedik.

## Útvonala
| Hernád utca felé | Vasútállomás felé |
| --- | --- |
| Vasútállomás vá. – Béke tér – Horvát István utca – Széchenyi István utca – Piac tér – Palotai út – Új Csóri út 801 – Hernád utca vá. | Hernád utca vá. – Új Csóri út 801 – Palotai út – Piac tér – Széchenyi István utca – Horvát István utca – Béke tér – Vasútállomás vá. |

## Megállóhelyei
| 0  | Vasútállomás végállomás     | 23 | 13, 13A, 13G, 13Y, 20, 30, 31, 31E, 32, 33, 34, 35, 37, 38, 40, 41, 43, 44 7315, 7398, 8010, 8011, 8013, 8082, 8086, 8092, 8093, 8624 S30 G30 Z30 S34 S35 G43 S150 S440 S450 IC, sebesvonat, gyorsvonat, expresszvonat | Vasútállomás, Vasvári Pál Gimnázium, Kodály Zoltán Általános Iskola és Gimnázium  |
| 2  | Prohászka Ottokár templom   | 21 | 13, 13A, 20, 33, 34, 35, 37, 38, 40, 41, 43, 44 | Prohászka Ottokár-emléktemplom                                                    |
| 5  | Református Általános Iskola | 18 | 11, 11A, 11G, 12, 12A, 12Y, 13, 13A, 13G, 13Y, 15, 15Y, 22, 23, 23E, 24, 25, 26, 26A, 37, 38, 40, 41, 43, 44 | Református templom, Talentum Református Általános Iskola, József Attila Kollégium |
| 7  | Autóbusz-állomás            | 16 | 10, 11, 11A, 12, 12A, 12Y, 13, 13A, 13G, 13Y, 14, 14G, 15, 15Y, 26, 26A, 26G, 27, 37, 38, 40, 41, 42, 43, 44 707, 718, 747, 748, 749, 750, 751, 757, 758, 759, 8000, 8001, 8002, 8010, 8011, 8013, 8030, 8032, 8033, 8035, 8037, 8039, 8040, 8046, 8047, 8048, 8049, 8050, 8055, 8060, 8062, 8065, 8066, 8067, 8068, 8069, 8070, 8078, 8080, 8086, 8090, 8092, 8093, 8095, 8096, 8097, 8098, 8099 1172, 1173, 1174, 1204, 1205, 1215, 1229, 1507, 1510, 1512, 1529, 1563, 1706, 1707, 1734, 1758, 1803, 1808, 1809, 1822, 1823, 1824, 1826, 1840, 1841, 1842, 1843, 1844, 1845, 1853 | Autóbusz-állomás, Alba Plaza, Belváros                                            |
| 9  | György Oszkár tér           | 14 | 10, 11, 12, 13, 14, 17, 26, 26A, 26G, 27, 37, 38 | Vasvári Pál Általános Iskola                                                      |
| 11 | Szent Gellért utca          | 12 | 10, 12, 14, 17, 30, 37 8080, 8086 | Csitáry G. Emil Uszoda és Strand                                                  |
| 13 | Hosszú temető               | 10 | 30, 37 8080, 8086 | Hosszú temető                                                                     |
| 15 | Hármashíd                   | 8  | 30, 37 |                                                                                   |
| 17 | Régi Csóri út               | 6  | 8080, 8086 |                                                                                   |
| 18 | Bodrogi utca                | 5  | |                                                                                   |
| 19 | Száva utca / Csóri út       | 4  | |                                                                                   |
| 21 | Bébic utca / Új Csóri út    | 2  | |                                                                                   |
| 22 | Iszkaszentgyörgyi elágazás  | 1  | 8080, 8086 1808, 1823 |                                                                                   |
| 23 | Hernád utca végállomás      | 0  | |                                                                                   |